# Strangesta ptychomphala
Strangesta ptychomphala är en snäckart som först beskrevs av Reeve 1852.  Strangesta ptychomphala ingår i släktet Strangesta och familjen Rhytididae. Inga underarter finns listade i Catalogue of Life.